# Maria und Josef Otten
Das Düsseldorfer Ehepaar Maria Otten, geborene Belgo (1904–1959), und Josef Otten (1903–1979) waren in der Zeit des Nationalsozialismus Judenretter und werden in der israelischen Gedenkstätte Yad Vashem als „Gerechte unter den Völkern“ geehrt.

## Leben und Familie

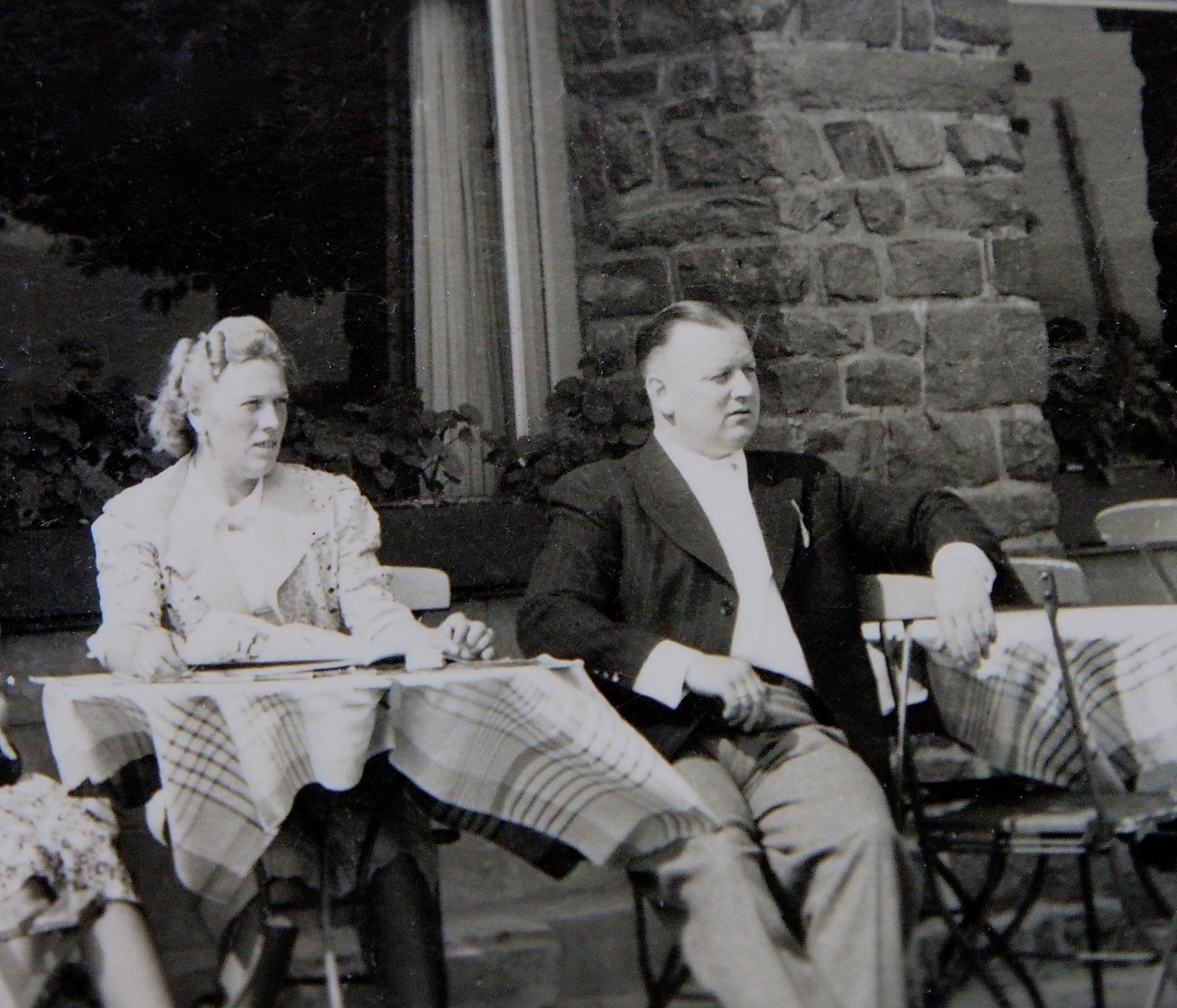
Maria und Josef Otten

Maria Otten, geborene Belgo, war die Tochter von Peter und Gertrud Belgo, die seit Anfang 1920 ein Marktgeschäft auf dem Marktplatz vor dem Düsseldorfer Rathaus führten. Maria war Hausfrau und arbeitete mit im Marktgeschäft ihrer Eltern. Josef Otten war gelernter Mechaniker, von 1928 bis 1931 als Privat-Chauffeur bei Siegfried J. Thannhauser in Freiburg im Breisgau tätig und während des Krieges bei Mercedes-Benz in Düsseldorf beschäftigt. Er erhielt 1941 die Betriebsberechtigungs-Bescheinigung für Holzgas-Generator-Fahrzeuge, um sie zu warten und fahren zu können. Für die Heimatflak wurde er als Flakhelfer abgestellt und war 1944 an 33 Tagen dem Feindbeschuss ausgesetzt. Der 1924 geborene Sohn Günter wurde 1942 zum Reichsarbeitsdienst und Anfang 1943 zur Wehrmacht eingezogen, absolvierte Anfang 1943 die Grundausbildung in Dänemark und wurde nach Frankreich als Besatzungssoldat abkommandiert, bevor er im Frühjahr 1944 an die Ostfront versetzt wurde. Am 20. Juni 1944 wurde Günter verwundet. Er galt als vermisst und sein Schicksal war ungewiss. Diese Ungewissheit konnten die Eltern kaum ertragen. Ihre Bereitschaft, etwas Positives zu unternehmen, förderte auch ihre Bereitschaft zur Hilfeleistung. Am 5. September 1946 wurde ihr Sohn Günter aus der Kriegsgefangenschaft entlassen.

## Rettung für die Familie Nooitrust
Maria und Josef Otten versteckten ab Herbst 1944 den 59-jährigen Juden Emanuel Nooitrust, der in Essen wohnte, für neun Monate in ihrem Keller in Düsseldorf und versorgten ihn mit Lebensmitteln. Etwas später wurde dort auch sein 68-jähriger Bruder Salomon (Sally) Nooitrust aus Düsseldorf, Schwiegervater von Peter Belgo junior (ein Bruder von Maria Otten), mit aufgenommen. Beide konnten hierdurch den Holocaust überleben.
Emanuel (1885–1947) und Sally Nooitrust (1876–1960), die im Ersten Weltkrieg als Frontkämpfer mit Auszeichnung gedient hatten, lebten mit ihren nichtjüdischen Ehefrauen und gemeinsamen Kindern in so genannter „privilegierter Mischehe“ und waren zunächst vor Verfolgung geschützt. Im Herbst 1944 erhielt zunächst Emanuel Nooitrust die Aufforderung zur Deportation. Er sollte sich am Derendorfer Güterbahnhof in Düsseldorf zum Abtransport einfinden. In seiner Not wandte er sich an seine Nichte Bertchen (Berta) Belgo, geb. Nooitrust, Tochter seines Bruders Sally Nooitrust aus Düsseldorf, die mit dem ältesten Bruder (Peter Belgo jun.) von Maria Otten verheiratet war. Bertchen Belgo nahm Kontakt zu ihrer Schwägerin Maria und ihrem Schwager Josef auf und teilte ihnen mit, dass sich niemand in der Lage sah, umgehend ihren Onkel zu verstecken. Sie hatte die große Hoffnung, dass Maria und Josef ihm Hilfe anbieten. Hierzu waren sie bereit. In ihrer Funktion als Luftschutzwart konnte Maria Otten den Kellerraum vor Kontrollen von außen schützen. Josef und Maria Otten waren weder politisch engagiert noch religiös motiviert, sich gegen das Naziregime aufzulehnen. Sie folgten der Stimme ihres Gewissens: Es blieb ihnen nicht verborgen, dass Juden aus ihrem nächsten Umfeld verschwanden.

## Späte Ehrung

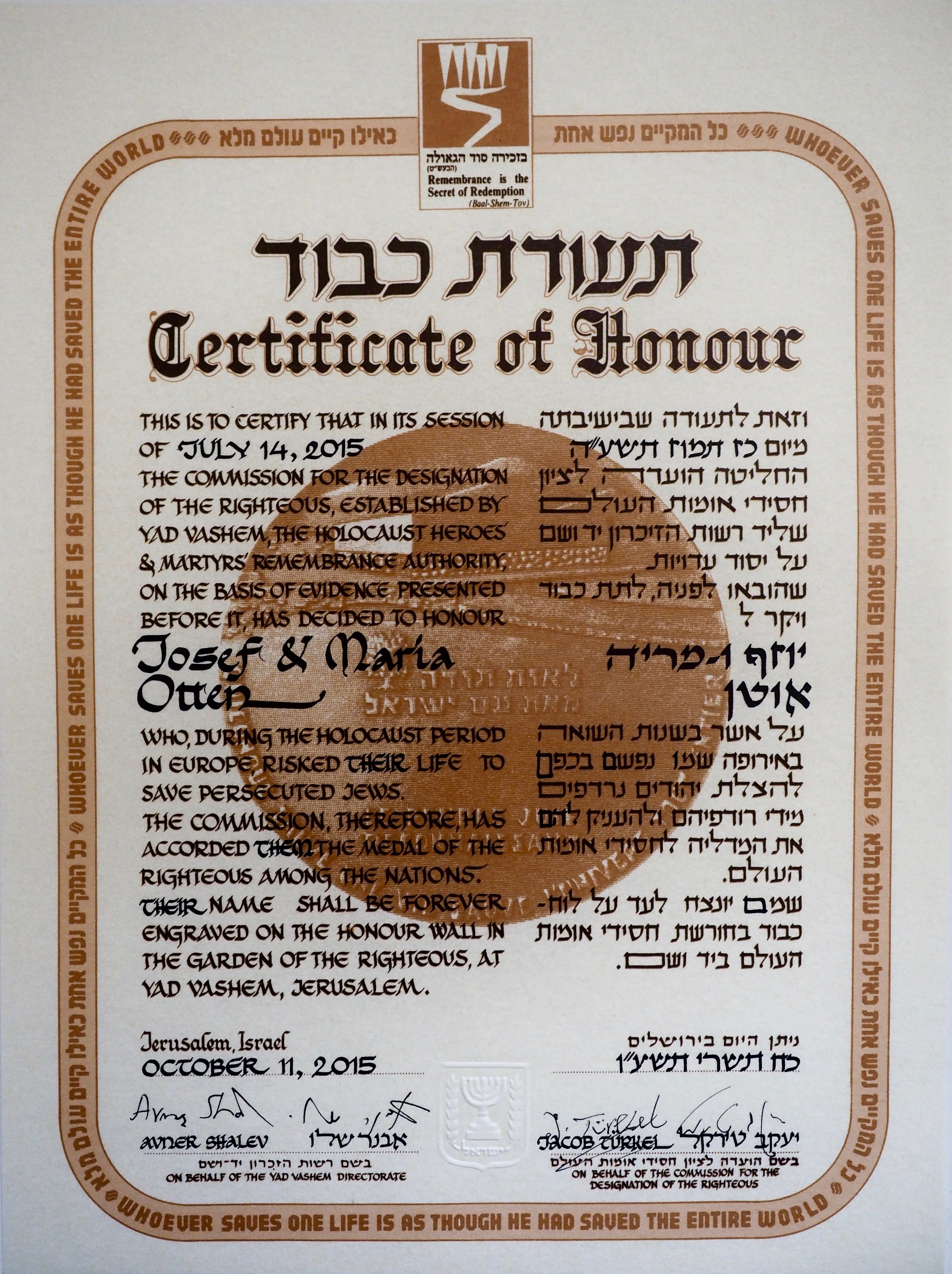
Urkunde Yad Vashem

Der Sohn Günter (gestorben 2005) nahm 2003 mit der Mahn- und Gedenkstätte Düsseldorf Kontakt auf, um die Hilfeleistung seiner Eltern im Sinne einer Kultur des Erinnerns öffentlich zu machen. Für das Archiv übergab er eine schriftliche Danksagung von Emanuel Nooitrust, die dieser kurz nach Kriegsende für Josef Otten ausgestellt hatte. Der Enkel Günther Otten stellte im Frühjahr 2014 einen Antrag bei Yad Vashem auf Anerkennung des Titels „Gerechte unter den Völkern“ für seine Großeltern, nachdem er einen Zeitzeugen hatte ausfindig machen können. Der Zeitzeuge Karl-Heinz Spanke aus Düsseldorf hatte als Jugendlicher im Herbst 1944 mehrfach seinen jüdischen Großvater Sally Nooitrust bei Dunkelheit zum Versteck des Bruders Emanuel Nooitrust begleitet und konnte die Hilfeleistung für die „Kommission für die Ernennung der Gerechten“, Yad Vashem, Jerusalem, 2014 notariell beglaubigen. Als dann sein Großvater Sally ebenfalls im Keller versteckt wurde, befand sich Karl-Heinz Spanke im Arbeitsdienst. Ein Kriegseinsatz blieb ihm erspart. Ergänzend teilte Karl-Heinz Spanke der Dir. Irena Steinfeldt schriftlich mit, dass er auch die Hilfeleistung für seinen Großvater Sally aufgrund seiner Gespräche mit ihm bezeugen könne. Mit Schreiben vom 7. September 2015 teilte die Gedenkstätte Yad Vashem mit, dass durch den Staat Israel Josef und Maria Otten (Belgo) der Ehrentitel „Gerechte unter den Völkern“ zuerkannt wurde. Ihre Namen sind in der Statistik der Gerechten aus Deutschland, Januar 1, 2016, aufgeführt. Im Rahmen der Festveranstaltung zum 70. Jahrestag der Gründung des Staates Israel am Montag, 14. Mai 2018 im Plenarsaal des Düsseldorfer Landtags Nordrhein-Westfalen, wurde vom Botschafter des Staates Israel, Jeremy Issacharoff, die posthume Ehrung vorgenommen und Urkunde und Medaille an den Enkelsohn Günther Otten übergeben.
Am 13. September 2021 wurde ein Platz in Düsseldorf nach den beiden benannt („Maria-und-Josef-Otten-Platz“ im Stadtteil Pempelfort). Am früheren Wohnhaus des Ehepaars wurde am gleichen Tag eine Gedenktafel enthüllt.